# Bischholtz
Bischholtz (prononcé [biʃɔlts] ) est une commune française de la plaine d'Alsace située à 37,7 km au nord-ouest de Strasbourg, dans la circonscription administrative du Bas-Rhin et, depuis le 1er janvier 2021, dans le territoire de la Collectivité européenne d'Alsace, en région Grand Est.
Cette commune se trouve dans la région historique et culturelle d'Alsace. En 2013, la population légale est de 279 habitants. Village de milieu rural, Bishholtz est intégrée dans la communauté de communes de Hanau-La Petite Pierre.

## Géographie

### Localisation
Bischholtz est située à 37,7 km au nord-ouest de Strasbourg, non loin de Bouxwiller (8,7 km) dans la plaine d'Alsace.

### Communes limitrophes
| Rothbach      |            | Offwiller |
| Ingwiller     | Bischholtz |           |
| Schillersdorf |            | Mulhausen |

### Sismicité
Commune située dans une zone 3 de sismicité modérée.

### Géologie et relief
Par délibération du conseil municipal du 18 février 2019, la commune de Bischholtz a décidé de devenir « commune associée » au parc naturel régional des Vosges du nord.
Forêt communale de Bischholtz et son projet d'aménagement.
Hydrogéologie et climatologie
Système d’information pour la gestion des eaux souterraines du bassin Rhin-Meuse]
Territoire communal : Occupation du sol (Corinne Land Cover); Cours d'eau (BD Carthage),
Géologie : Carte géologique; Coupes géologiques et techniques,
Hydrogéologie : Masses d'eau souterraine; BD Lisa; Cartes piézométriques.

### Hydrographie

#### Réseau hydrographique
La commune est dans le bassin versant du Rhin au sein du bassin Rhin-Meuse. Elle est drainée par le ruisseau le Rothbach,.
Le Rothbach, d'une longueur de 23 km, prend sa source dans la commune de Reipertswiller et se jette  dans la Moder à Val-de-Moder, après avoir traversé neuf communes.

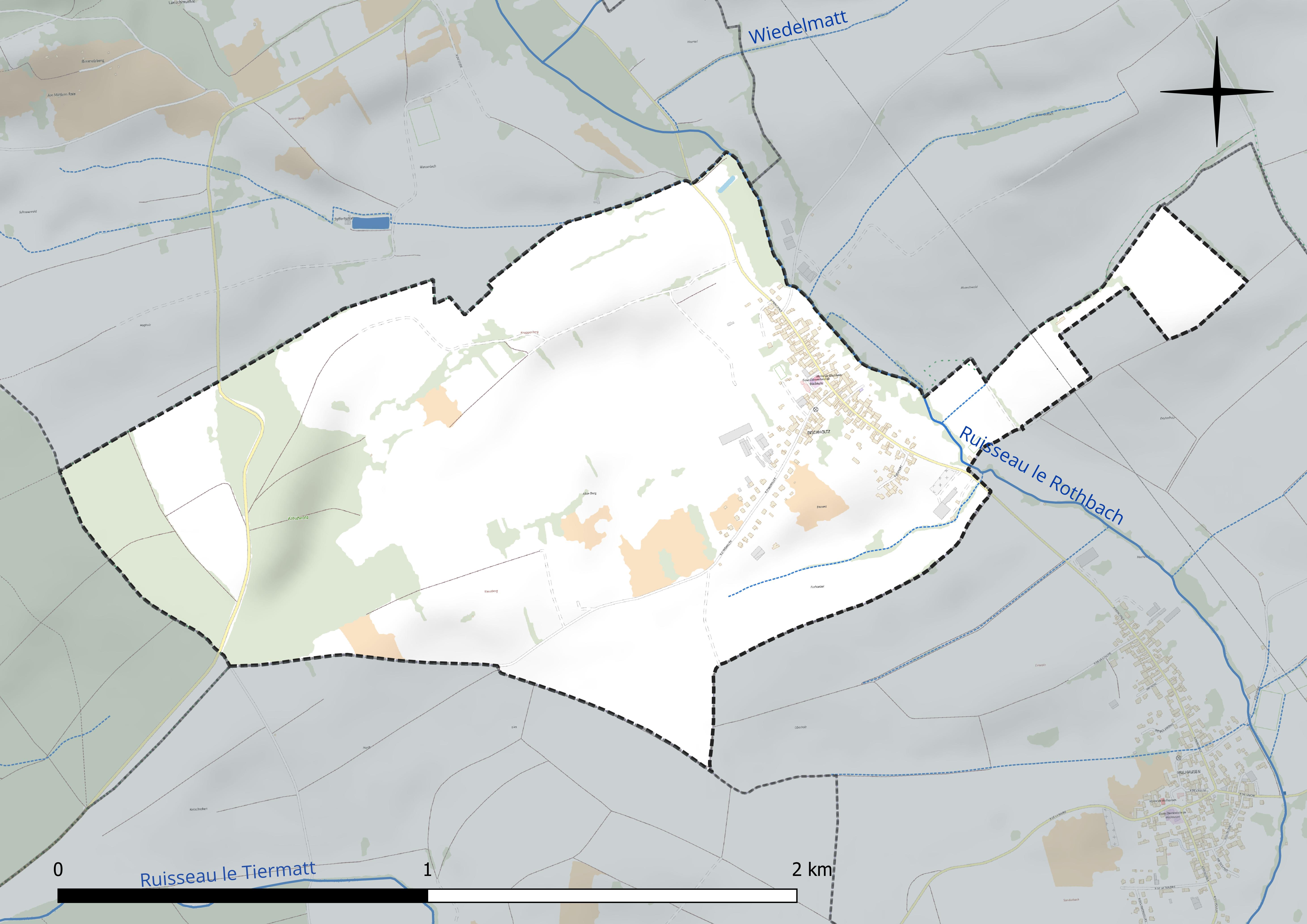
Réseau hydrographique de Bischholtz.

#### Gestion et qualité des eaux
Le territoire communal est couvert par le schéma d'aménagement et de gestion des eaux (SAGE) « Moder ». Ce document de planification concerne le bassin versant de la Moder dont le territoire s'étend sur 1 720 km2. Le périmètre a été arrêté le 25 janvier 2006. La commission locale de l'eau a été créée le 12 juillet 2007, puis modifiée le 14 décembre 2021. La structure porteuse de l'élaboration et de la mise en œuvre est le Syndicat des eaux et de l’assainissement Alsace-Moselle (SDEA).
La qualité des cours d’eau peut être consultée sur un site dédié géré par les agences de l’eau et l’Agence française pour la biodiversité.

### Climat
Pour des articles plus généraux, voir Climat du Grand Est et Climat du Bas-Rhin.
En 2010, le climat de la commune est de type climat des marges montargnardes, selon une étude du Centre national de la recherche scientifique s'appuyant sur une série de données couvrant la période 1971-2000. En 2020, Météo-France publie une typologie des climats de la France métropolitaine dans laquelle la commune est exposée à un climat semi-continental et est dans la région climatique  Vosges, caractérisée par une pluviométrie très élevée (1 500 à 2 000 mm/an) en toutes saisons et un hiver rude (moins de 1 °C).
Pour la période 1971-2000, la température annuelle moyenne est de 10,3 °C, avec une amplitude thermique annuelle de 17,7 °C. Le cumul annuel moyen de précipitations est de 849 mm, avec 11,2 jours de précipitations en janvier et 10,1 jours en juillet. Pour la période 1991-2020, la température moyenne annuelle observée sur la station météorologique de Météo-France la plus proche, « Uhrwiller_sapc », sur la commune de Uhrwiller à 3 km à vol d'oiseau, est de 10,9 °C et le cumul annuel moyen de précipitations est de 740,0 mm. 
La température maximale relevée sur cette station est de 38,7 °C, atteinte le 7 août 2015 ; la température minimale est de −18 °C, atteinte le 20 décembre 2009,,.
Les paramètres climatiques de la commune ont été estimés pour le milieu du siècle (2041-2070) selon différents scénarios d'émission de gaz à effet de serre à partir des nouvelles projections climatiques de référence DRIAS-2020. Ils sont consultables sur un site dédié publié par Météo-France en novembre 2022.

## Urbanisme

### Typologie
Au 1er janvier 2024, Bischholtz est catégorisée commune rurale à habitat dispersé, selon la nouvelle grille communale de densité à sept niveaux définie par l'Insee en 2022.
Elle est située hors unité urbaine et hors attraction des villes,.

### Occupation des sols
L'occupation des sols de la commune, telle qu'elle ressort de la base de données européenne d’occupation biophysique des sols Corine Land Cover (CLC), est marquée par l'importance des territoires agricoles (82,2 % en 2018), une proportion identique à celle de 1990 (82,2 %). La répartition détaillée en 2018 est la suivante : terres arables (46,8 %), prairies (35,3 %), forêts (17,8 %). L'évolution de l’occupation des sols de la commune et de ses infrastructures peut être observée sur les différentes représentations cartographiques du territoire : la carte de Cassini (XVIIIe siècle), la carte d'état-major (1820-1866) et les cartes ou photos aériennes de l'IGN pour la période actuelle (1950 à aujourd'hui).

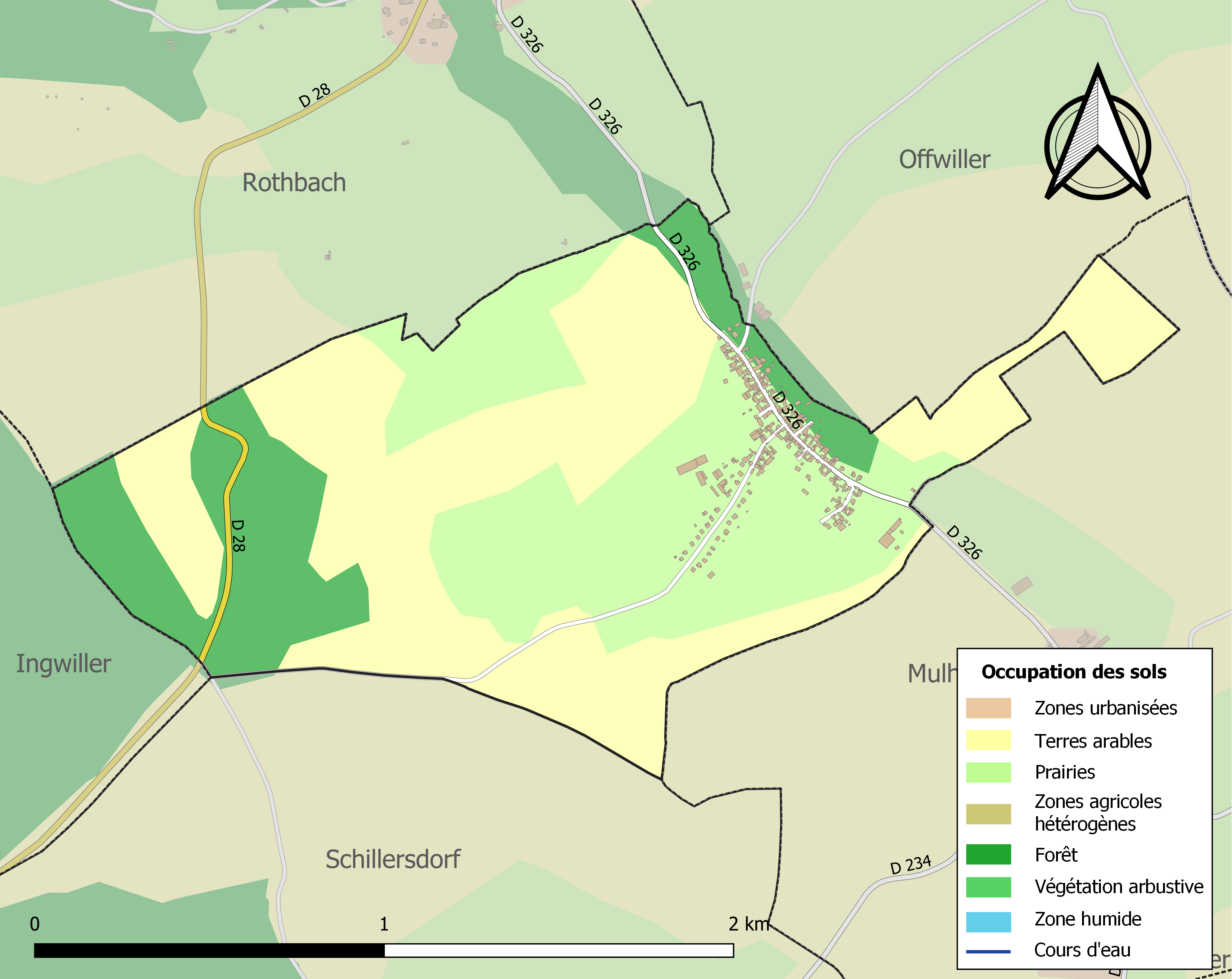
Carte des infrastructures et de l'occupation des sols de la commune en 2018 (CLC).

### Voies de communications et transports

#### Voies routières
- Autoroute A4, aussi appelée autoroute de l’Est : Échangeurs Hochfelden, Saverne.
- Autoroute A340. Sorties : Haguenau, Wahlenheim, Brumath - Mommenheim.

#### Transports en commun

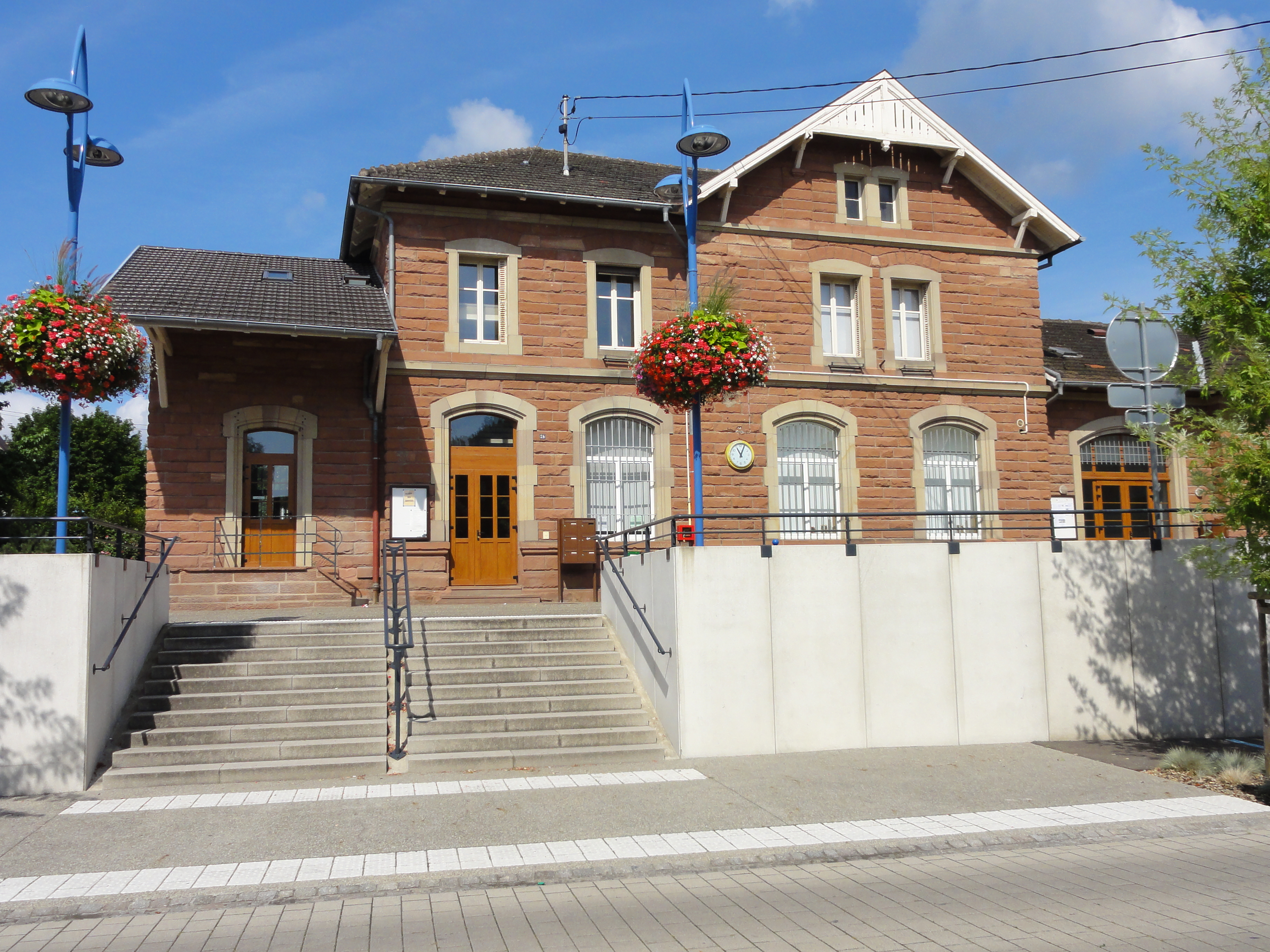
La gare d'Ingwiller.

- Fluo Grand Est.
- Transports en Alsace.

#### Lignes SNCF
- Gare d'Ingwiller
- Gare d'Obermodern
- Gare de Gundershoffen
- Gare de Niederbronn-les-Bains
- Gare de Reichshoffen

## Histoire
L'église paroissiale du village, dont le saint patron est inconnu (selon Barth) est attestée en 1178 comme étant à l'abbaye de Neuwiller-lès-Saverne.
L'église de 1831 fut démontée en 1851 et reconstruite (l'inauguration eut lieu en 1853). Mais cette dernière a été détruite en mars 1945 par une bombe à retardement. La construction actuelle porte la date 1957 sur la pierre de fondation.

## Politique et administration

### Liste des maires
| Période                                  | Période  | Identité            | Étiquette | Qualité |
| ---------------------------------------- | -------- | ------------------- | --------- | ------- |
| Les données manquantes sont à compléter. |          |                     |           |         |
| 2001                                     | 2008     | Jacqueline Leonhart |           |         |
| mars 2008                                | mai 2020 | Jacqueline Leonhart |           |         |
| mai 2020                                 | En cours | Thierry Spach       |           |         |

### Intercommunalité
Commune membre de la Communauté de communes de Hanau-La Petite Pierre.

### Budget et fiscalité 2022
En 2022, le budget de la commune était constitué ainsi :
- total des produits de fonctionnement : 167 000 €, soit 643 € par habitant ;
- total des charges de fonctionnement : 142 000 €, soit 549 € par habitant ;
- total des ressources d'investissement : 73 000 €, soit 283 € par habitant ;
- total des emplois d'investissement : 29 000 €, soit 113 € par habitant ;
- endettement : 64 000 €, soit 249 € par habitant.

Avec les taux de fiscalité suivants :
- taxe d'habitation : 15,74 % ;
- taxe foncière sur les propriétés bâties : 29,54 % ;
- taxe foncière sur les propriétés non bâties : 93,14 % ;
- taxe additionnelle à la taxe foncière sur les propriétés non bâties : 0,00 % ;
- cotisation foncière des entreprises : 0,00 %.

Chiffres clés Revenus et pauvreté des ménages en 2020 : médiane en 2020 du revenu disponible, par unité de consommation : 24 330 €.

## Population et société

### Démographie
L'évolution du nombre d'habitants est connue à travers les recensements de la population effectués dans la commune depuis 1793. Pour les communes de moins de 10 000 habitants, une enquête de recensement portant sur toute la population est réalisée tous les cinq ans, les populations de référence des années intermédiaires étant quant à elles estimées par interpolation ou extrapolation. Pour la commune, le premier recensement exhaustif entrant dans le cadre du nouveau dispositif a été réalisé en 2004.

En 2022, la commune comptait 251 habitants, en évolution de −10,36 % par rapport à 2016 (Bas-Rhin : +3,17 %, France hors Mayotte : +2,11 %).
| 1793 | 1800 | 1806 | 1821 | 1831 | 1836 | 1841 | 1846 | 1851 |
| ---- | ---- | ---- | ---- | ---- | ---- | ---- | ---- | ---- |
| 228  | 227  | 312  | 346  | 323  | 293  | 293  | 300  | 300  |

| 1856 | 1861 | 1866 | 1871 | 1875 | 1880 | 1885 | 1890 | 1895 |
| ---- | ---- | ---- | ---- | ---- | ---- | ---- | ---- | ---- |
| 280  | 280  | 277  | 291  | 286  | 271  | 280  | 263  | 241  |

| 1900 | 1905 | 1910 | 1921 | 1926 | 1931 | 1936 | 1946 | 1954 |
| ---- | ---- | ---- | ---- | ---- | ---- | ---- | ---- | ---- |
| 246  | 236  | 224  | 227  | 226  | 242  | 236  | 222  | 200  |

| 1962 | 1968 | 1975 | 1982 | 1990 | 1999 | 2004 | 2006 | 2009 |
| ---- | ---- | ---- | ---- | ---- | ---- | ---- | ---- | ---- |
| 236  | 252  | 256  | 240  | 244  | 240  | 266  | 273  | 276  |

| 2014 | 2019 | 2022 | - | - | - | - | - | - |
| ---- | ---- | ---- | - | - | - | - | - | - |
| 279  | 259  | 251  | - | - | - | - | - | - |

### Enseignement
Établissements d'enseignements :
- Écoles maternelles et primaires à Rothbach, Mulhausen, Offwiller, Uhrwiller, Obermodern-Zutzendorf.
- Collèges à Ingwiller, Val-de-Moder, Bouxwiller, Reichshoffen, Niederbronn-les-Bains.
- Lycées à Bouxwiller, Éguelshardt, Walbourg, Haguenau.

### Santé
Professionnels et établissements de santé :
- Médecins à Offwiller, Zinswiller, Pfaffenhoffen, La Walck.
- Pharmacies à Oberbronn, Ingwiller, La Walck, Pfaffenhoffen, Niederbronn-les-Bains.
- Hôpitaux à Ingwiller, Niederbronn-les-Bains, Goersdorf, Bitche, Haguenau.

### Cultes
- Culte protestant, Paroisse de Rothbach (Bischholtz)[31].
- Culte catholique, Communauté de paroisses Sources de la Moder[32], Diocèse de Strasbourg.

## Économie

### Entreprises et commerces

#### Agriculture
- Culture de céréales, de légumineuses et de graines oléagineuses.
- Culture et élevage associés.
- Élevage d'autres bovins et de buffles.
- Élevage d'autres animaux.

#### Tourisme
- Hébergements et restauration à Oberbronn, Ingwiller, Rothbach.

#### Commerces
- Commerces et services de proximité.

## Culture locale et patrimoine

### Lieux et monuments
- Église protestante (1957), 1 rue Principale[33].

Cloche de 1856 de Louis Edel de Strasbourg.
Verrières de Bischoff Wladimir, peintre-verrier.
Mobilier.
Orgue de Georges et Curt Schwenkedel, 1959, (L'orgue Heinrich Koulen de 1890 a été détruit durant la Seconde Guerre mondiale).
- Banc reposoir napoléonien[38].
- Patrimoine architectural rural recensé par le service régional de l'Inventaire général du patrimoine culturel[39] : Fermes, Maisons[40]...
- Monument aux morts[41] : Conflits commémorés : Guerres 1914-1918 - 1939-1945.
- Cimetière[42].

### Galerie

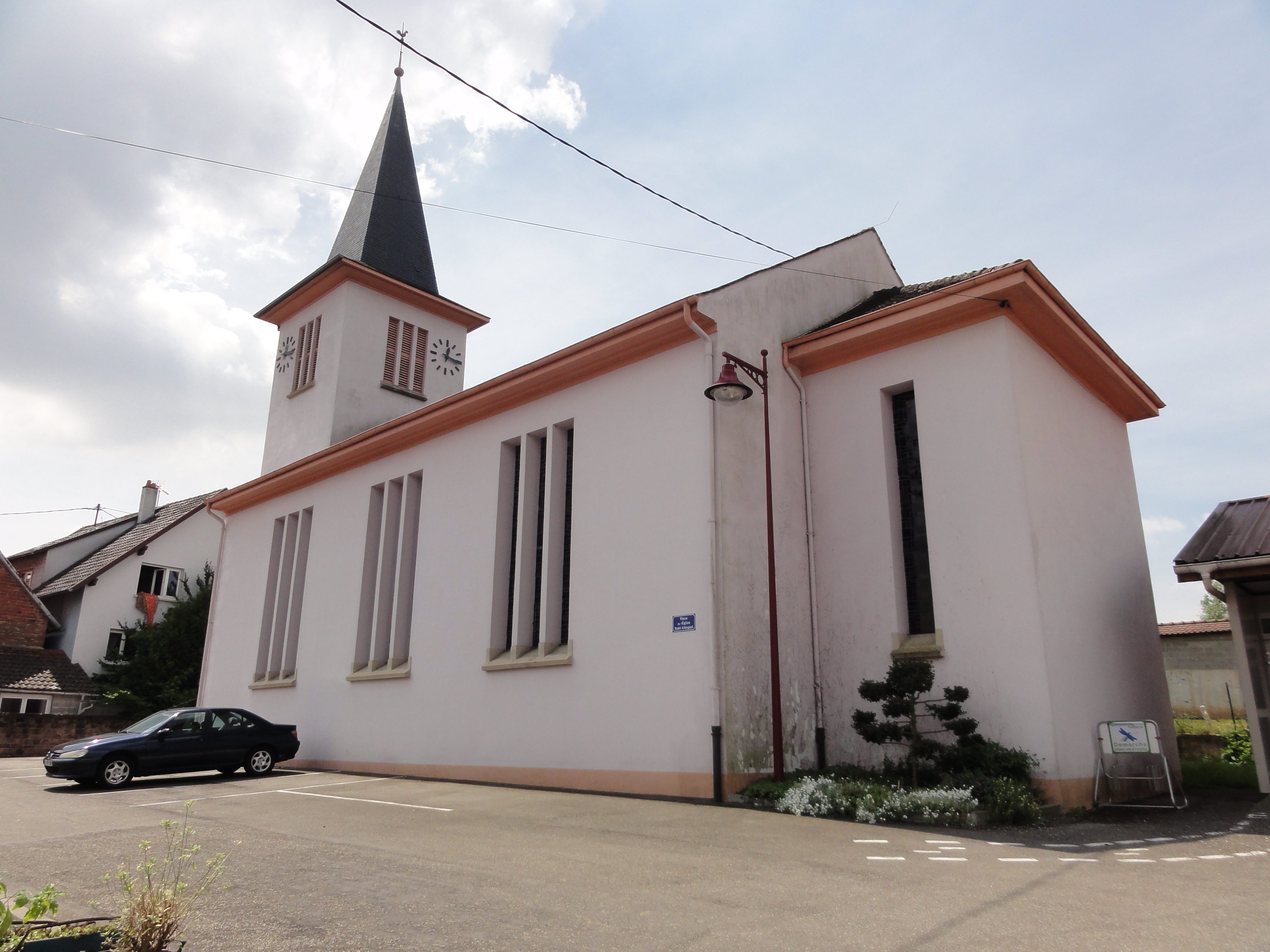
L'église protestante (1957).
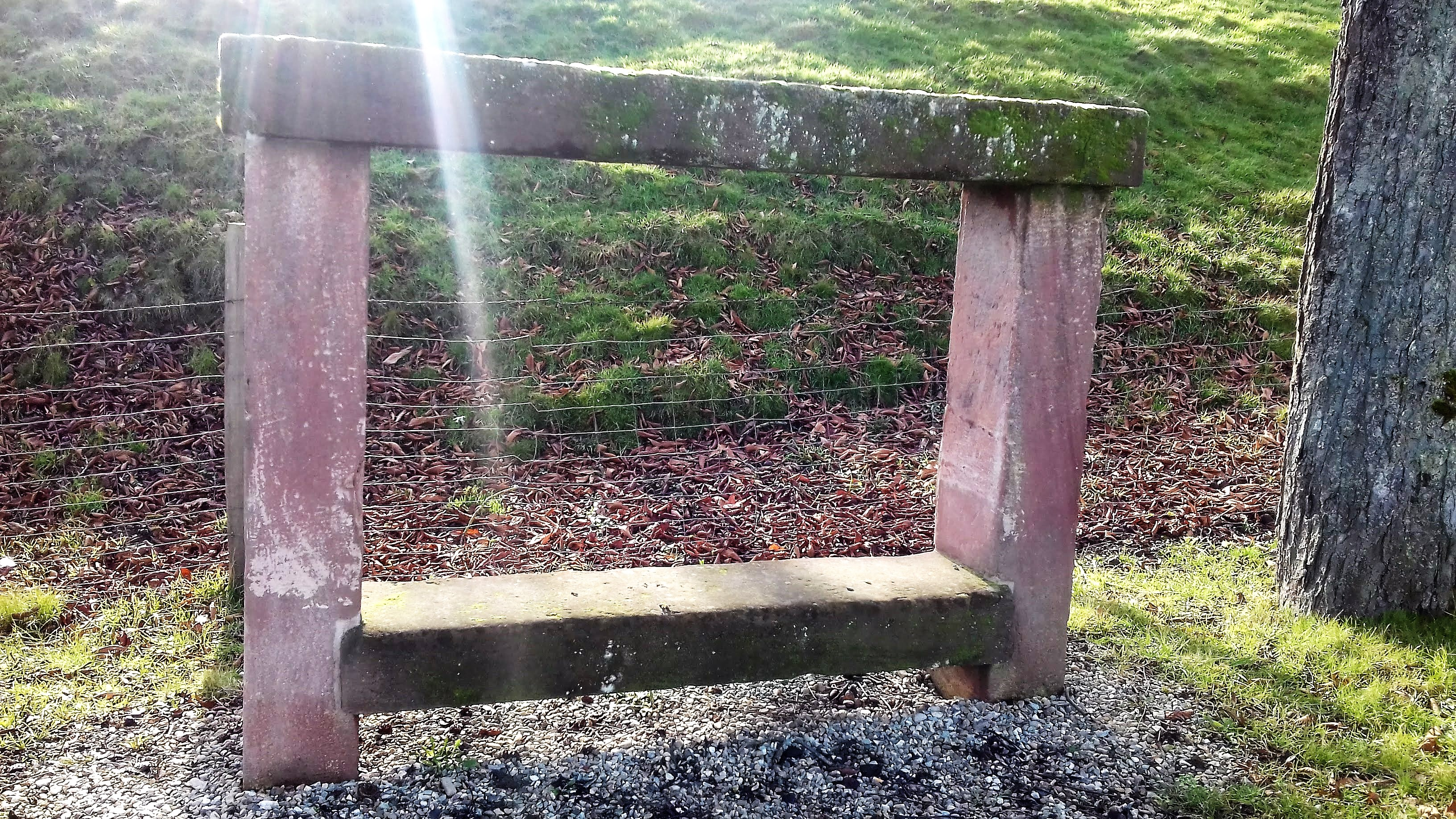
Banc reposoir napoléonien.
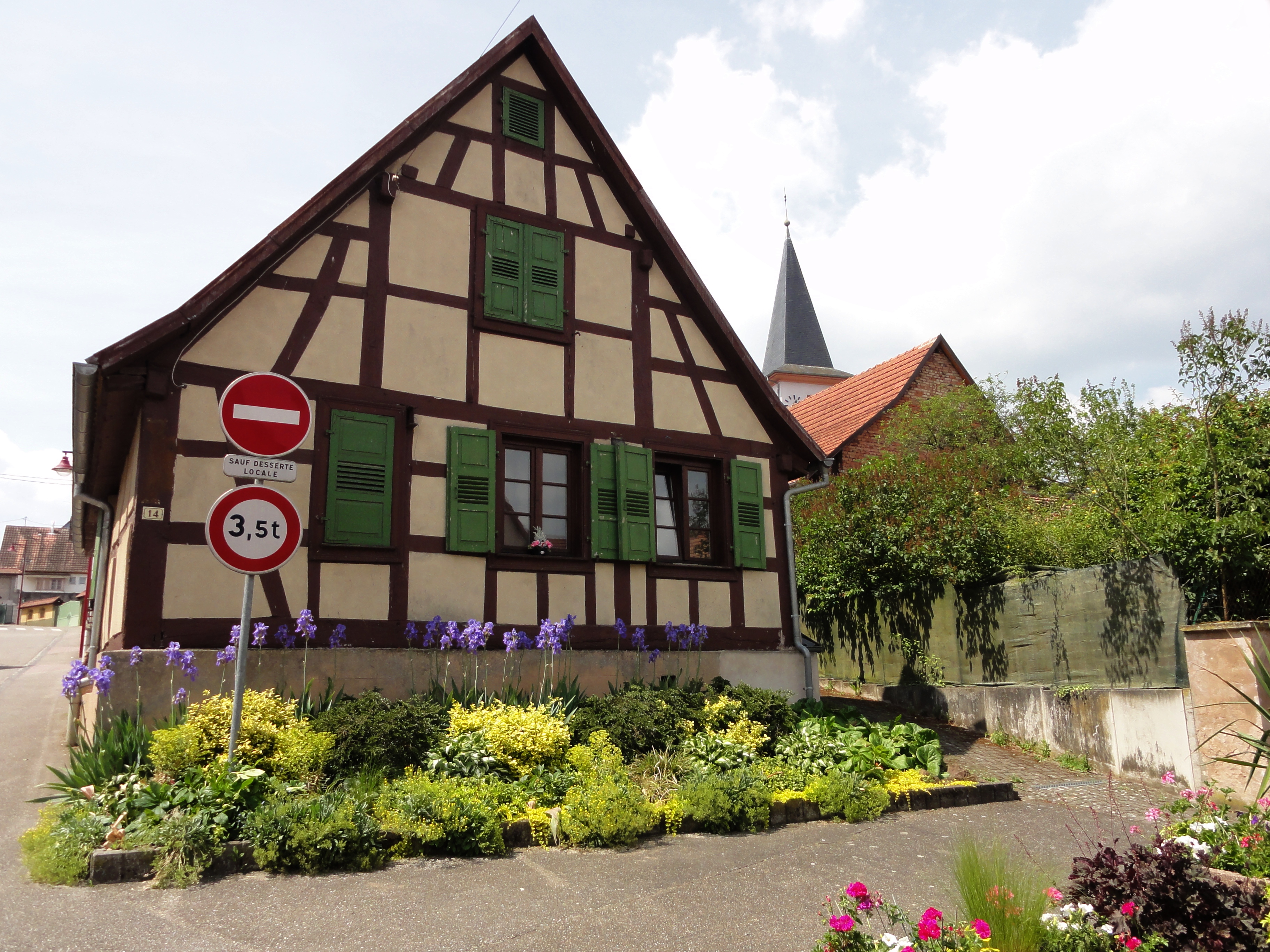
Ferme (XVIIIe siècle).
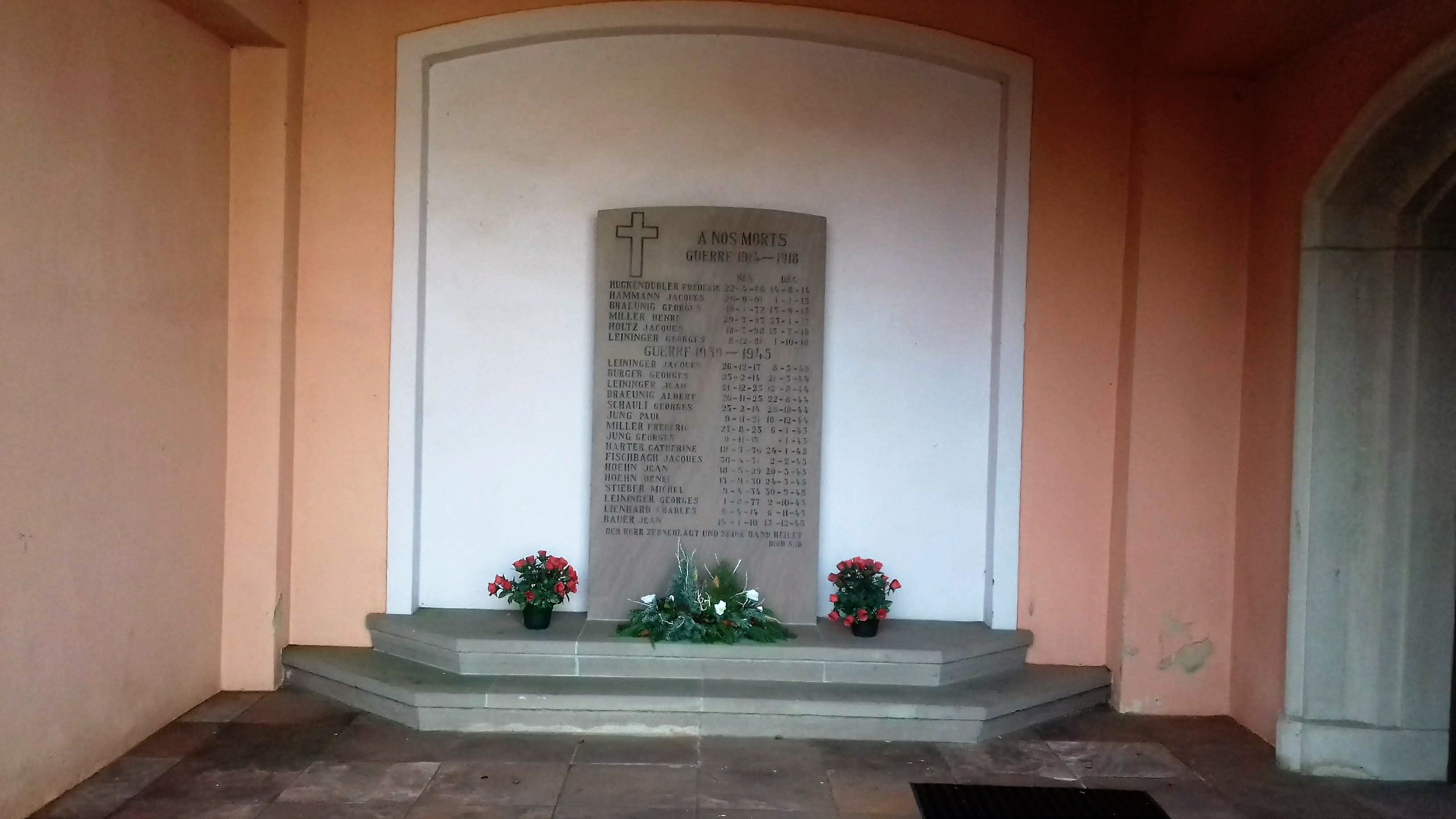
Monument aux morts 1914-1918 et 1939-1945.

### Héraldique
| Blason de Bischholtz | Blason  | De sinople à la houlette d'argent posée en bande. |
| Blason de Bischholtz | Détails |                                                   |